# Coentral
Coentral is een plaats (freguesia) in de Portugese gemeente Castanheira de Pera en telt 154 inwoners (2001).